# Anisotome aromatica
Anisotome aromatica är en växtart i släktet Anisotome och familjen flockblommiga växter. Den beskrevs av Joseph Dalton Hooker 1853.
Arten är endemisk på Nya Zeeland.

## Varieteter
Det finns sju varieteter av arten:
- A. a. var. aromatica
- A. a. var. flabellifolia
- A. a. var. incisa
- A. a. var. major
- A. a. var. obtusa
- A. a. var. pinnatisecta